# Delme
|  | Per a altres significats, vegeu «Delme (Mosel·la)». |

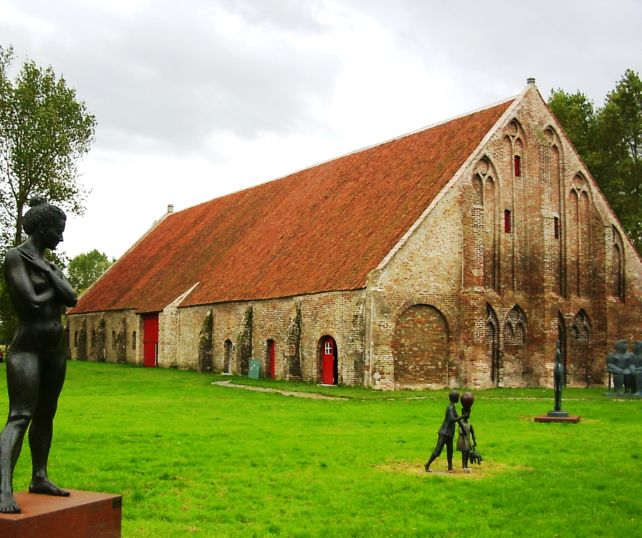
Granja per a dipositar el delme de l'antiga abadia de Ter Doest a Lissewege (Bèlgica)

El delme o dècima, del llatí decimum (desena part), és un impost o cens del 10% sobre la collita dels pagesos destinat a assegurar el manteniment del clergat i els edificis religiosos. A Catalunya es va imposar el seu pagament en època carolíngia.
A Roma ja existia aquest tipus d'impost quan l'Estat lliurava terrenys a plebeus i ciutadans pobres. L'església catòlica va adoptar l'organització administrativa dels romans, comprès el dret de percebre impostos. Això va contribuir al llarg de tota l'edat mitjana i sovint fins a la Revolució Francesa, al poder secular i la riquesa de les institucions de l'església (abadies, col·legiates, capítols, etc.). Com que l'església posseïa molt de terrenys fèrtils i sovint era l'únic poder alfabet i doncs capaç d'administrar, els laics i pagesos van ser sotmesos a un gran domini espiritual i material. A l'Edat Mitjana, els jueus que vivien en zones cristianes no estaven obligats a pagar delmes.
Només després del desenvolupament d'activitats econòmiques menys dependents de la terra, la industrialització i l'adveniment de la classe mitjana, a poc a poc, l'església disminuí el seu poder material. Al Regne d'Anglaterra això va fer-se per decret quan Enric VIII va rompre amb Roma, confiscar les possessions de les abadies, distribuir-les als seus nobles fidels i prendre el control com cap de l'església secular. A altres països va caldre revolucions, com el protestantisme al nord d'Europa o la revolució francesa. A poc a poc i malgrat molta resistència, el principi de la separació entre l'Església i l'Estat va aplicar-se tot arreu Europa. També, dins de l'església uns moviments religiosos (dits els ordes mendicants: franciscans, els dominicans i altres) van tornar als valors de pobresa i de modèstia, abans d'enriquir-se amb altres activitats rendibles, com va ser la inquisició per als dominicans.
Al Bisbat de Girona, per exemple, el Llibre verd dels feus proporciona un inventari dels feus episcopals i els delmes de tota la diòcesi de Girona encarregat pel bisbe de Girona i primer president de la Generalitat de Catalunya Berenguer de Cruïlles al prevere de la catedral de Girona Guillem Bernat de Perles i escrit entre 1362 i 1371.

## El delme seglar
També s'anomenava així, a Catalunya i en altres països la desena part que pagaven alguns pagesos de remença a llurs senyors territorials.

## L'impost d'església avui
Tot i perdre el dret de percebre impostos, les esglésies tanmateix no van quedar-se sense mitjans. Al Regne Unit, l'església seglar - contràriament a la clerecia regular - va mantenir les seves possessions i ha de viure de la renda d'aquestes. A França, el Brasil i als Estats Units d'Amèrica, l'estat no intervé pas i les institucions religioses viuen només de contribucions voluntàries. A l'Espanya, l'estat percep un % de l'IRPF que transfereix a l'organisme laic o religiós triat pel tributant. L'estat afegeix dues vegades l'import des dels mitjans generals. Itàlia coneix un sistema semblant. A Bèlgica, després de la restauració, l'estat va obligar-se a pagar el salari i l'habitatge del clergat seglar en compensació dels béns confiscats. A Alemanya, Àustria, Suïssa el tributant ha d'indicar a quina organització religiosa o laica vol pagar el Kirchensteuer (impost d'església), un percentatge de l'impost global. Als estats escandinaus existeixen diversos sistemes semblants.